# Ursone da Sestri
Quo properas? Ad bella veni: deponito vela,

cessa remigiis, et bellum consere bellis.»
Grifone? Vieni a combattere, ammaina le vele,

Abbandona i remi e intreccia guerra con guerra.»
(Ursone da Sestri, Historia de victoria quam Ianuensis habuerunt contra gentes ab imperatore missas, trad. C. Fossati)
Ursone da Sestri, noto anche come Ursone Notaro (fl. XII-XIII secolo), è stato un diplomatico, notaio e poeta italiano.

## Biografia
Nato probabilmente a Genova, o nella Riviera di levante, alla fine del XII secolo, Ursone fu una personalità politica di rilievo nella Repubblica di Genova della prima metà del Duecento. Fu attivo in varie missioni diplomatiche per la Repubblica, come quelle che portarono il veronese Pecoraro di Mercatonuovo ad assumere la carica di podestà della città e fu, probabilmente, uno dei continuatori anonimi degli Annali del Caffaro negli anni ‘20 del Duecento.  
Ursone è noto soprattutto per il suo poema, in più di mille esametri latini, Historia de victoria quam Ianuenses habuerunt contra gentes ab imperatore missas. In esso è celebrata la vittoria ottenuta dai genovesi, per terra e per mare, nel 1242 in uno scontro - in realtà di scarso rilievo - con Federico II e i suoi alleati, tra cui i pisani. Il poema, che racconta gli eventi in chiave epica, è ricco di excursus paesaggistici e moraleggianti e di invettive contro gli avversari di Genova; molto spazio è dato, altresì, ai discorsi dei comandanti degli eserciti contrapposti (in particolare Ansaldo De Mari e Oberto Pallavicino). Ursone fu autore, inoltre, di una raccolta di Fabulae Morales in versi, che andarono però perdute. Le opere di Ursone, ricordate e apprezzate dal preumanista Geremia da Montagnone nel XIII secolo e dall'umanista ligure Giacomo Bracelli nel XV secolo, circolarono per lungo tempo in forma manoscritta, come confermano eruditi seicenteschi (Schiaffino, Soprani e Oldoini) e, più tardi, lo Spotorno. L'editio princeps del de victoria fu pubblicata nel 1853 a cura di Tommaso Vallauri per gli Historiae Patriae Monumenta, sulla base di un manoscritto ritrovato da Ercole Ricotti e appartenuto al marchese Massimiliano Spinola, ma oggi apparentemente perduto. Il testo fu poi riedito da G.B. Graziani nel 1857, da R. Centi nel 1993 e, in edizione critica, da C. Fossati nel 2021.  

## Opere
- Historia de victoria quam Ianuensis habuerunt contra gentes ab imperatore missas, 1243.
- Fabulae Morales, 1249.